# Gmina Adams (Illinois)
Adams – gmina w USA, w stanie Illinois, w hrabstwie LaSalle. Według danych z roku 2000 gmina miała 1589 mieszkańców.